# بخش مرکزی شهرستان ایجرود
بخش مرکزی شهرستان ایجرود یکی از بخش‌های شهرستان ایجرود در استان زنجان ایران است.

## تقسیمات کشوری
- بخش مرکزی شهرستان ایجرود
  - دهستان ایجرود بالا
  - دهستان گلابر
  - دهستان سعیدآباد

شهرها: زرین‌آباد

## جمعیت
بنابر سرشماری مرکز آمار ایران، جمعیت بخش مرکزی شهرستان ایجرود در سال ۱۳۸۵ برابر با ۳۰۰۲۵ نفر بوده است